# Dianne Wiest
Dianne Wiest, (Kansas City, Missouri, 28 de març de 1948), és una actriu estatunidenca de teatre, cinema i televisió.

## Biografia
Dianne Wiest va néixer a Missouri filla d'un militar a la «Missouri Military Academy» i de Melissa (nascuda Winstone), la seva mare; té dos germans: Greg i Don Wiest. L'ambició original de Wiest era de ser ballarina, però comença a actuar al teatre a l'institut i canvia la veu. El 1969, surt diplomada per la Universitat de Maryland. S'estrena al teatre a Broadway el 1971 i treballa en nombroses peces, essencialment en els anys 1970 i 1980.
Comença en el cinema el 1980, però no es fa un nom com a actriu fins després d'haver rodat en diverses pel·lícules de Woody Allen, com La rosa porpra del Caire (1985). Guanya l'Oscar a la millor actriu secundària per a la seva interpretació a Hannah i les seves germanes (1987) i de nou per al seu paper en Bales sobre Broadway (1994). Actua a Radio Days (1987), Parenthood (1989), Edward Scissorhands (1990), L'home que xiuxiuejava als cavalls (1998) i I Am Sam (2001).
A la televisió, és present en la sèrie Law and Order durant les temporades 11 i 12. Hi fa el paper de Gina Toll, l'analista de Paul Weston, a In Treatment el 2008 i 2009. Guanya per a aquest paper el Premi Emmy al millor paper secundari femení el 2008.
Ha adoptat dues nenes, Emily (nascuda el 1987) i Lily (nascuda en 1991).

## Filmografia

### Cinema
- 1980: It's My Turn: Gail
- 1982: I'm Dancing as Fast as I Can: Julie Addison
- 1983: Independence Day: Nancy Morgan
- 1984: Footloose: Vi Moore
- 1984: Falling in Love: Isabelle
- 1985: La rosa porpra del Caire (The Purple Rose of Cairo): Emma
- 1986: Hannah i les seves germanes (Hannah and Her Sisters): Holly
- 1987: Dies de ràdio (Radio Days): Bea
- 1987: Joves ocults (The Lost Boys): Lucy Emerson
- 1987: Setembre (September): Stephanie
- 1988: Nits de neó (Bright Lights, Big City): Mare
- 1989: Parenthood: Helen Buckman Lampkin Bowman
- 1989: Cookie: Lenore
- 1990: Edward Scissorhands: Peg
- 1991: El petit Tate (Little Man Tate): Jane Grierson
- 1994: Cops & Robbersons: Helen Robberson
- 1994: Bales sobre Broadway (Bullets Over Broadway): Helen Sinclair
- 1994: The Scout: Dr. H. Aaron
- 1995: Drunks: Rachel
- 1996: Birdcage (The Birdcage): Louise Keeley
- 1996: Com triomfar a Wall Street (The Associate): Sally Dugan
- 1998: L'home que xiuxiuejava als cavalls (The Horse Whisperer): Diane Booker
- 1998: Practical Magic: tia Bridget Owens (Jet)
- 2001: Not Afraid, Not Afraid: Paula
- 2001: I Am Sam: Annie Cassell
- 2004: The Blackwater Lightship: Lily
- 2005: Robots: Sra. Copperbottom (veu)
- 2007: Dan in Real Life: Nana Burns
- 2008: Passengers: Toni
- 2011: Rabbit Hole: Nat, la mare de Becca
- 2012: The Odd Life of Timothy Green: Sra. Crudstaff

### Televisió
- 1975: Zalmen or The Madness of God: Nina
- 1978: Out of Our Father's House: Elizabeth Gertrude Stern
- 1982: The Wall:[2] Symka Mazor
- 1983: The Face of Rage: Rebecca Hammil
- 1996: Road to Avonlea: Lilian
- 1999: The Simple Life of Noah Dearborn: Sarah McClellan
- 2000: The 10th Kingdom (fulletó TV): la Reina dolenta / Christine Lewis
- 2000-2002: Law & Order (sèrie TV): Nora Lewin
- 2002: Law and Order: Nora Lewin
- 2004: The Blackwater Lightship: Lily
- 2004: Category 6: Day of Destruction: Shirley Abbott, secretària d'Energia dels Estats Units
- 2008-2009: In Treatment: Gina (sèrie de televisió)

## Premis i nominacions

### Premis
- 1987: Oscar a la millor actriu secundària per Hannah i les seves germanes
- 1995: Oscar a la millor actriu secundària per Bales sobre Broadway
- 1995: Globus d'Or a la millor actriu secundària per Bales sobre Broadway
- 1997: Primetime Emmy a la millor actriu convidada en sèrie dramàtica per Road to Avonlea
- 2005: Premi Satellite a la millor actriu - Minisèrie o telefilm per The Blackwater Lightship
- 2008: Primetime Emmy a la millor actriu secundària en sèrie dramàtica per In Treatment

### Nominacions
- 1987: Globus d'Or a la millor actriu secundària per Hannah i les seves germanes
- 1988: BAFTA a la millor actriu secundària per Radio Days
- 1990: Oscar a la millor actriu secundària per Parenthood
- 1990: Globus d'Or a la millor actriu secundària per Parenthood
- 1992: Premi Saturn a la millor actriu secundària per Edward Scissorhands
- 1999: Primetime Emmy a la millor actriu secundària en minisèrie o telefilm per The Simple Life of Noah Dearborn
- 2009: Globus d'Or a la millor actriu secundària en sèrie, minisèrie o telefilm per In Treatment
- 2008: Primetime Emmy a la millor actriu secundària en sèrie dramàtica per In Treatment